# Mikropunkt

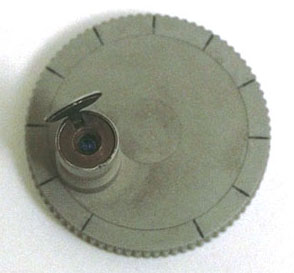
Mark IV Mikropunkt-Kamera

Die von Emanuel Goldberg erfundenen Mikropunkte (engl. micro-dots) sind ein Mittel der technischen Steganographie, die als eine Erscheinungsform eines Mikrofilms bezeichnet werden können. Verwendet wurden diese vor allem im Zweiten Weltkrieg von den Nationalsozialisten, die in ihnen als i-Punkt oder auch Satzzeichen getarnt Briefe oder sogar Lagepläne versteckten.

## Herstellung
Der Verkleinerungsprozess mittels fotografischer Abbildung erfolgt in zwei Stufen:
Im ersten Schritt wird die Quelle (typischerweise eine Schreibmaschinenseite) mit einer Präzisionskamera auf ein Negativ von der Größe einer Briefmarke abgebildet.
Im zweiten Schritt wird das entwickelte Negativ durch die Optik eines Mikroskops auf eine Fotoplatte aus dünnem Glas abgebildet, welche sich in der Position des Objektträgers befindet.
Die verkleinerte Abbildung ist mit ca. 1 mm2 etwa so groß wie ein mit einer Schreibmaschine getippter Punkt.
Nach dem Entwickeln wird die Glasplatte mit einer Kollodiumschicht überzogen, woraufhin der Punkt mit einer Injektionsnadel herausgestochen und mit Iod behandelt wird, um die durchsichtigen Stellen ebenfalls dunkel zu färben.
Eine übliche Methode, um die Information zum Empfänger zu transportieren, ist, die Ecke einer Postkarte mit einer Rasierklinge zu spalten, den Punkt hineinzuschieben und das Ganze wieder zu verkleben.
Der Empfänger legt den Punkt in ein chemisches Bad (beispielsweise die Entwicklerlösung Rodinal), um das schwarz-violette Iod zu farblosem Iodid zu reduzieren, und kann dann die Information unter einem Mikroskop betrachten.
Die Stasi entwickelte spezielle Mikropunkt-Kameras, die ein 1,4 × 2 mm großes Negativ erzeugten.

## Moderne Verwendung
Mikropunkte können eingesetzt werden, um individuelle Gegenstände unauffällig zu kennzeichnen. Dabei liegt der Schwerpunkt auf der Identifikation von Diebesgut. Der Mikropunkt enthält dazu eine eindeutige Kennnummer, sowie die Webadresse für den Zugang zur Datenbank, um den registrierten Besitzer zu identifizieren.
Anfang 2017 sah sich die Polizei in Deutschland jedoch personell und logistisch noch nicht in der Lage, diese Technologie zu nutzen. Sie riet deshalb von ihrer Verwendung ab, da Mikropunkte auch keine vom Diebstahl abschreckende Wirkung haben.